# トライオン男爵
トライオン男爵（英: Baron Tryon）は、イギリスの男爵、貴族、連合王国貴族爵位。保守党の政治家ジョージ・トライオンが1940年に叙位されたことに始まる。なお、トライオン家の保持する爵位は男爵位のみである。

## 歴史

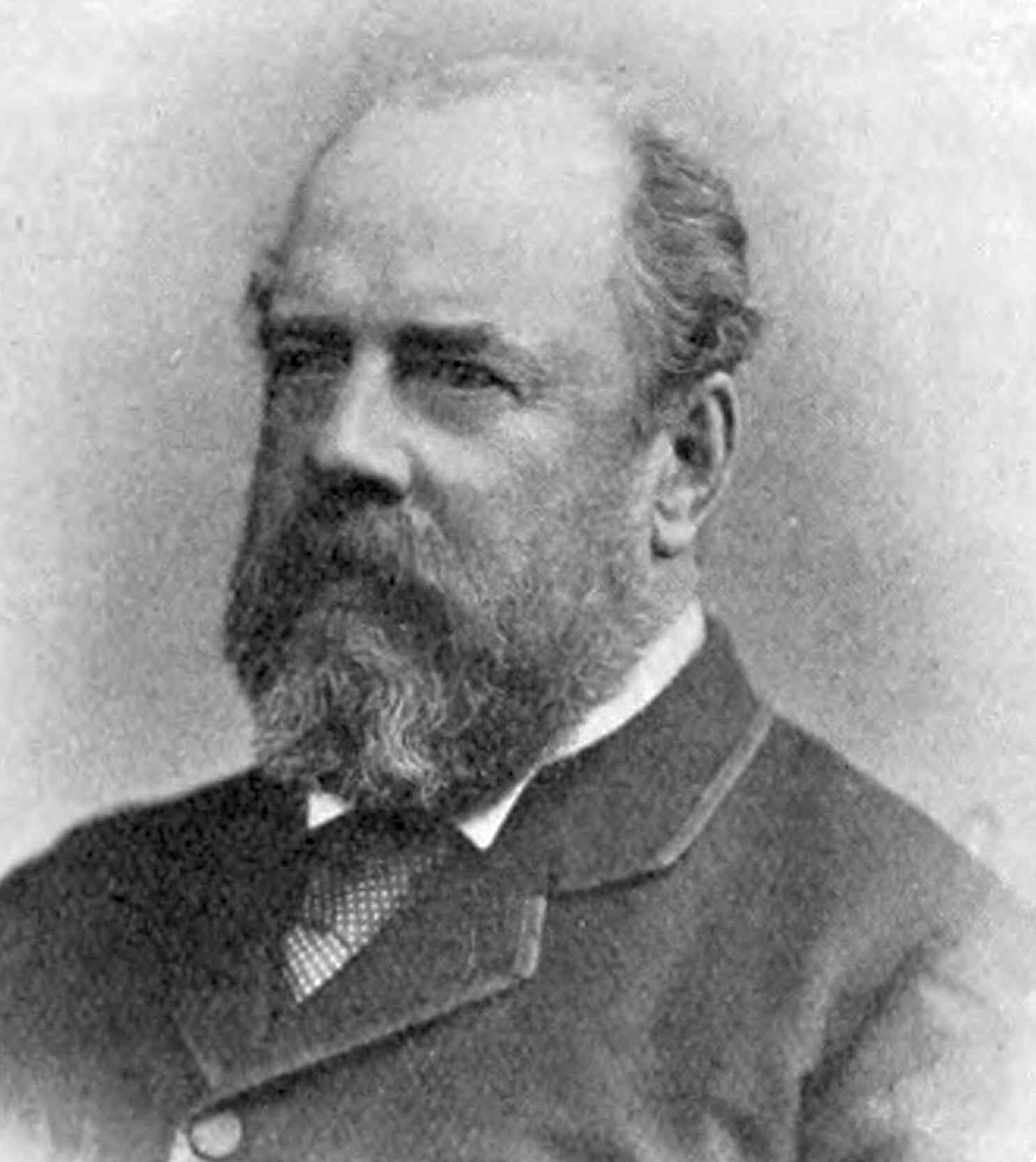
サー・ジョージ・トライオン提督

トライオン家はオランダに起源をもつ一族とされるが、国王ジェームズ1世の時代にはノーサンプトンシャー北部のブリック村に居住していたことが判っている。その末裔サー・ジョージ・トライオンは豪州戦隊司令官や地中海艦隊司令長官を務めた海軍提督であったが、大規模演習の指揮中に自身の坐乗する旗艦ヴィクトリアが戦艦キャンパーダウンに衝突される事件が起き、彼は艦と運命を共にしている。
その子のジョージは父と異なり陸軍軍人であったが、のち政界に転じて閣僚職を歴任した人物である。彼は保守党に属して、年金担当大臣や郵政長官を務めている。ジョージは1940年4月18日に連合王国貴族の「ウィルトシャーにおけるダーンフォードのトライオン男爵(Baron Tryon, of Durnford in the County of Wiltshire)」に叙されるとともに、ランカスター公領大臣となった。その年のうちに死去したため、後を息子チャールズが襲った。
2代男爵チャールズ(1906-1976)は英国君主に近しく、君主の私的な財産支出を管理する国王手許金会計長官や女王付会計官(Treasurer to HM the Queen)、女王付侍従(Lord in Waiting to HM the Queen)といった宮廷職を歴任した。彼の代以降も男爵家とイギリス王室には繋がりがあり、3代男爵アンソニー(1940-2018)、4代男爵チャールズ(1976-)はいずれも少年期に女王付名誉小姓に任じられている。
また、3代男爵の妻デイル・トライオンはファッションブランド『カンガ(Kanga)』を興した女性だが、チャールズ3世と懇意の間柄であった。
その子の4代男爵チャールズが男爵家現当主である。
一族の邸宅はウィルトシャーのグレート・ダーンフォードに位置するマナー・ハウス。
男爵家の紋章に刻まれるモットーは『恐れることなく正しきを為せ(Do Right and Fear Not)』。

## トライオン男爵（1940年）

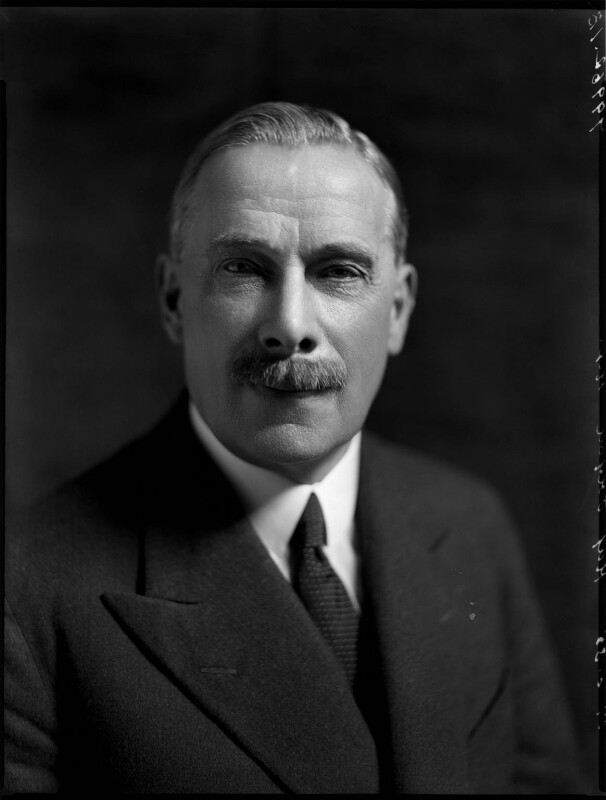
初代トライオン男爵

- 初代トライオン男爵ジョージ・クレメント・トライオン（英語版） (1871–1940)
- 第2代トライオン男爵チャールズ・ヴィヴィアン・トライオン（英語版） (1906–1976)
- 第3代トライオン男爵アンソニー・ジョージ・メンリク・トライオン (1940–2018)
- 第4代トライオン男爵チャールズ・ジョージ・バリントン・トライオン (1976-)

爵位の法定推定相続人は、現当主の息子ガイ・エイルマー・ジョージ・トライオン閣下 (2015- )。